# Fernando Robles (pintor mexicano)
Fernando Robles (Etchojoa, Sonora, 21 de noviembre de 1948-) es un pintor e ilustrador mexicano ganador del primer lugar del XI Festival International de la Peinture de Cagnes-sur-Mer en 1979. Ha expuesto su obra en ciudades como Londres, Lyon, París, Antibes, Burdeos, Luxemburgo, Chicago y Sao Paulo. 

## Biografía
Nació en Etchojoa, Sonora, y a los quince años se trasladó a la ciudad de Hermosillo, de donde cuatro años más tarde (1969) se mudó a la ciudad de Guadalajara, en Jalisco. Allí se inscribió a la Escuela de Artes de Plásticas de la Universidad de Guadalajara, que le abrió la puerta a muchas exposiciones, como una en Nueva York en 1974 y después en Inglaterra.  En 1977 se fue a vivir a París, donde dos años más tarde ganó el primer lugar en la decimoprimera edición del Festival International de la Peinture de Cagnes-sur-Mer. En esos años expuso en varias ciudades, como La Chaux-de-Fonds, París, Châtenay-Malabry, Lyon, Londres y El Cairo, entre otras. Actualmente radica en la Ciudad de México.

## Obras destacadas
Fin de siglo (2001). Mural ubicado en la Biblioteca central de la Universidad de Sonora. Dimensiones: 10 m de largo x 2.50 m de ancho 
La Pulquería (2006) (seis murales en papel china de 4 m de largo x 2 m de ancho que en 2014 fueron publicados en un libro por Ediciones El Tecolote y el Centro Nacional para la Cultura y las Artes)
El niño estrellero (2015). Montaje a gran escala de las reproducciones de imágenes del libro homónimo con ilustraciones de Fernando Robles y letras de Elena Poniatowska, montaje en la línea 12 del Sistema Colectivo Metro de la Ciudad de México a cargo del programa Alas y Raíces del Consejo Nacional para la Cultura y las Artes.
El otro virus (2020). Libro con reproducciones de la obra de Fernando Robles hecha durante la pandemia de covid-19 en 2020 que se inspira en las siluetas de los indigentes en la avenida Álvaro Obregón de la Ciudad de México. Con textos de Elena Poniatowska y Javier Rivas, publicado por Ediciones Tecolote y que ganó la Mención Honorífica del Premio Antonio García Cubas, categoría Libro de Arte [2021] y una nominación a los Premios CANIEM (2021). Se presentó el 9 de septiembre de 2022 en el Centro Cultural Bella Época, en la Ciudad de México, en un evento organizado por la Secretaría de Educación y Cultura de Sonora y el Instituto Sonorense de Cultura.

## Premios
Festival Internacional de Pintura de Cagnes Sur-Mer (primer lugar) (1979)  
Medalla José Clemente Orozco por trayectoria artística, otorgada por el Instituto Nacional de Antropología e Historia, el Centro INAH Jalisco y el Museo Regional de Guadalajara (2010)  
Premio Antonio García Cubas, categoría Libro de Arte (Mención Honorífica) (2021)      

## Exposiciones
Resumen de sus exposiciones:
| 2024 MAO (Museo Álvaro Obregón). Huatabampo, Sonora (17 de octubre al 17 de noviembre), "Gratitud" 2024 Quinta de Anza. Hermosillo, Sonora (21 de mayo), "Pasiones y razones" 2022 Galería Luis Cardoza y Aragón del Centro Cultural Bella Época (9 de septiembre al 8 de octubre), "El otro virus" 2010 Sala Ixca Farías del Instituto Nacional de Antropología e Historia Jalisco y el Museo Regional de Guadalajara, "La Pulquería" 2008 Centro Cultural Santo Domingo del Instituto Nacional de Antropología e Historia, "Pulquerías del siglo XIX" (murales) 2007 Museo Franz Meyer, "Pulquerías del siglo XIX" 1988 Ramis F. Barquet, Galería, Monterrey, México 1988 Galería D. Navia, Los Ángeles. CA, EE. UU. 1987 Itinerante Auspiciada por el Instituto Nacional de Bellas Artes, México 1987 series "Las meninas", "Los viajeros", "Prostituidas de la rue Saint Denis" y "Los amantes", Museo Universitario del Chopo, Ciudad de México 1985 Chateau Beauregard "La Loire" Francia 1985 Centro de Arte Moderno, Guadalajara, Jalisco, México 1985 Chateau Beauregard "La Loire", Francia 1982 Realiza la serie "Los Carnavales", Venecia, Río de Janeiro y México 1980 Realiza la serie los 120 días de Egipto del Cairo, Azuán 1979 Realiza la escenografía y vestuario para el ballet de Dominique Bagouet, París Francia 1979 Galería Club 44, La Chaux-de-Fonds, Suiza 1978 Galería L'Oeuf de Beau Bourg, plateau du Centre Georges Pompiduou, París, Francia 1977 Galería C.R.E.P., 1. Rue du Docteur Le Savoureux, 92290, Chatenay-Malabry, Francia 1976 Galerías du Pére Tanguy, Guadalajara, Jalisco, México 1976 "Lógicos y mágicos", sala Germán Gedovius, Teatro de la Paz, San Luis Potosí 1975 Instituto Potosino de Bellas Artes, San Luis Potosí, México 1975 Galería del Museo de la Universidad de Sonora, México 1973-74 Shankar Festival. Tucson, Arizona, EE. UU. 1971-1974 Renfrew and Calhoum de Nueva York, EE. UU. 1971-1974 "Lógicos y mágicos", ex convento del Carmen. Guadalajara, Jalisco, México 1971 Instituto de Relaciones Culturales México Americano de Sonora, México 1970 Instituto de Relaciones Culturales México Americano de Jalisco, México | 1983 Siete Pintores Mexicanos en Francia, Museo Tamayo, México 1983 Boumpert Museum, Chicago, Illinois, EE. UU. 1982 Museo Grimaldi, Cagnes Sur-Mer, Francia 1982 Presencia de la Pintura Latina, Grand Palais, París Francia 1981 Retrospectiva de Dibujo El Litoral del Atlántico en Brasil 1980 Pintura Contemporánea en México, Museo Picasso, Antibes, Francia 1979 Participa en el Undécimo Festival Internacional de la Pintura de Cagnes-Sur-Mer, Francia 1979 Participa en la I Triennale de Lyon, Francia 1979 XXXI Salón de la Pintura Joven en París, Museo Luxemburgo, París Francia 1979 Seis pintores de México, Museo de Vire, Francia 1978 Es invitado a participar en el salón de Pintura Joven, Museo de Luxemburgo, París Francia 1977 México un Homenaje. París, Francia 1976 International Play-Group Latin American, Londres Inglaterra 1975 International Play-Group, Nueva York, EE. UU. 1973 Galería OM, Guadalajara, Jalisco, México |

## Colaboraciones
Elena Poniatowska y Fernando Robles. La Adelita. México: Ediciones El Tecolote, 2006. ISBN: 9709718525, 9789709718522, 9709718576 y 9789709718577
Emiliano Zapata como lo vieron los zapatistas. Ilustraciones de Fernando Robles, selección de textos de Laura Espejel, selección de fotografías de Francisco Pineda. México: Ediciones El Tecolote, 2006. ISBN : 9709718533
Elena Poniatowska y Fernando Robles. El burro que metió la pata, México: Ediciones El Tecolote, 2007. ISBN: 9709718762 y 9789709718768
Fernando Robles, La pulquería. Texto de Claudia Burr. México: Consejo Nacional para la Cultura y las Artes/Ediciones El Tecolote, 2006. ISBN: 9786075169002, 9786079365257
Elena Poniatowska y Fernando Robles. El niño estrellero. México: Consejo Nacional para la Cultura y las Artes, 2014. ISBN 9786075169187
Elena Poniatowska, Fernando Robles y Javier Rivas. El otro virus. México: Ediciones El Tecolote, 2020. ISBN 9786078599394
Portada del catálogo del XiIe Festival International de la Peinture, Cagnes-sur-Mer, 1980.